# Техоми, Авраам
Авраам Техоми (ивр. אברהם תהומי‎; урожд. Абрам Зильберг, 1903—1990) — командир «Хаганы» и основатель боевой подпольной организации «Иргуна».

## Биография
Родился в 1903 в Одессе, в юности репатриировался в Израиль. Присоединился к «Хагане» и стал одним из её командиров (в Иерусалиме).
Историки утверждают, что это он стрелял в Исраэля Де-Хаана, голландского еврея-антисиониста 30 июня 1924. Техоми отрицал, что сам стрелял, но не отрицал свою причастность к организации убийства.
В 1925 Авраам Техоми был назначен заместителем командира «Хаганы» в Иерусалиме, а потом и командиром округа. Будучи активистом по своей натуре, считал неправильной пассивную политику «Хаганы» во время беспорядков 1929 года. Техоми обвинялся в связях с Ревизионистской партией, политика которой противоречила политике «Хаганы», но из-за высокого положения его было очень трудно снять с должности.
Весной 1931 выехал из страны по личным делам, а когда вернулся, нашел на своём месте другого человека, Авраама Икара. Отказ вернуть Техоми его место привёл к расколу в «Хагане», знакомые командиры Авраама Техоми ушли вместе с ним из Хаганы и основали Иргун.
В 1937 Техоми вернулся в «Хагану» в попытке объединить организации, но после неудачи опять вышел из «Хаганы».
В 1945 году переехал в США. В 1968 году вернулся в Израиль. Последние годы жил в Гонконге, где и умер в 1990.